# 토플랴강
토플랴강(슬로바키아어: Topľa, 헝가리어: Tapoly)은 슬로바키아 동부를 흐르는 강으로 길이는 129.8 km, 유역 면적은 1,506 km2)이다. 토플랴강과 접한 주요 도시로는 바르데요프, 브라노우나트토플료우 등이 있다.